# Simon Karchne
Simon Karchne oder Kaerchne (auch Krhne; * 22. Oktober 1649 in Wippach; † 11. Dezember 1722 in Graz) war ein slowenisch-österreichischer Jesuit.

## Leben
Karchne absolvierte von 1660 bis 1665 die Schule in Laibach. Anschließend studierte er von 1665 bis 1668 Philosophie an der Universität Graz sowie von 1668 bis 1672 an den Universitäten von Graz und Wien Theologie. Nach der Priesterweihe war er kurzzeitig Hofkaplan in Wien, bevor er dort am 15. Oktober 1673 in den Jesuitenorden eintrat. Nach dem Noviziat lebte er im Jesuitenkolleg in Wien und vervollständigte seine Studien in Philosophie und Theologie. 1680 wurde er an der Wiener Universität sowohl zum Dr. theol. als auch zum Dr. phil. promoviert. Daneben erlangte er Kenntnisse im kanonischen Recht.
Krachne wirkte von 1680 bis 1691 als Professor der Philosophie und der Theologie in Graz, Linz, Klagenfurt und Wien, bevor er ab 1692 als Professor der Moraltheologie und des Kanonischen Rechts an der Grazer Universität lehrte. Unterbrochen war seine dortige Tätigkeit von 1704 bis 1707, als er in Laibach als Rektor dem dortigen Jesuitenkolleg vorstand. Ab 1712 war Krachne außerdem Kanzler und Zensor der Universität Graz, auch stand er zeitweise der Theologischen Fakultät als Dekan vor.
Krachnes Hauptwirkungsbereiche waren die Philosophie und das kanonische Recht, insbesondere auf dem Gebiet des kanonischen Rechts erlangte er Bekanntheit.

## Werke (Auswahl)
- Josephina gloria in anubitu Collegii Graecensis Societatis Jesu, imaginibus adumbrata, nune poetice illustrata..., Graz 1696.
- Piissimi affectus in Deum, hausti ex fontibus aetennitatis, ex divi Augustini Confessionibus. sincere delecti, Graz 1699.
- Stylus curiae supremae, Widmannstad, Graz 1707.
- Tractatvs Canonisticvs In Librum IV. Decretalium, Veith, Augsburg 1713.
- Dissertationes juridico-theologicae de jure, & justitia: ad praxim fere omnium statuum directae, plurimisque rarioribus quaestionibus instructae, Veith, Augsburg 1714.
- Dissertationes de actibus humanis: cum suis principiis potioribus moralis theologiae materiis applicatae, ac copiosis inde deductis practicis resolutionibus in magnum confessariorum commodum declaratae, Veith, Augsburg 1716.